# 林慧
林慧（1996年10月9日—），中國女子音樂組合SING女團的畢業成員。2015年8月10日以《青春的告白》一曲出道。於SING女團時擔任主唱，應援色是黃色。

## 經歷
2015年7月，以第二期練習生的身分加入SING女團，並參與大型女子偶像組合成長真人秀節目《偶像來了-S.I.N.G養成日誌(第二季)》。同年8月11日以SING女團正式成員的身分出道。
2021年5月1日，於「2021屆優秀畢業生畢業公演」後畢業。

## 作品

### 影視

#### 電影
| 年份   | 日期     | 歌曲名稱                                            | 作詞       | 作曲   | 備註                                 | MV                              |
| 2017年 | 2月14日  | 背對著想念 （合作演唱者：蔣申）                     | 何亮       | 何亮   | 七夕單曲                             | Youtube （页面存档备份，存于）  |
| 2018年 | 1月19日  | 想带你到霭霭晨光里 （合作演唱者：秦瑜）             | 米小某     | 潘成   | 網路劇《龙日一，你死定了》第二季插曲 | Youtube                         |
| 2018年 | 9月10日  | 風花錯                                              | 劉恩汛     | 苟音   | 動態漫畫《帝王側》主題曲             | bilibili                        |
| 2019年 | 10月21日 | 寵物能力歌 （合作演唱者：蔣申）                     | 洛松维     | 江潮   | 動畫電影《寵物聯盟》中文宣傳曲       | Youtube （页面存档备份，存于）  |
| 2020年 | 5月22日  | 如果那一天的雨沒有下                                | 鄭楠       | 吳小儀 | 網絡劇《你成功引起我的注意了》插曲   |                                 |
| 2020年 | 7月10日  | 月下慕思心上人                                      | 王雅婧     | 沈南   | 首張個人單曲                         |                                 |
| 2020年 | 9月3日   | 預測不合                                            | 洪永杰     | 洪永杰 | SING女團-1828專輯個人單曲            |                                 |
| 2020年 | 9月25日  | 無畏                                                | 芥末、丁聪 | 什么鹏 | 綜藝《大玩家瘋狂奪寶》主题曲         |                                 |
| 2021年 | 5月20日  | 入畫                                                |            |        |                                      | bilibili （页面存档备份，存于） |
| 2021年 | 7月9日   | 61s                                                 |            |        |                                      |                                 |
| 2021年 | 12月18日 | 天青勿语怜绵绵                                      | 许淙铖     | 许淙铖 |                                      |                                 |
| 2022年 | 2月6日   | 锦春                                                |            |        |                                      |                                 |
| 2022年 | 4月19日  | 花自开                                              |            |        |                                      |                                 |
| 2022年 | 8月9日   | 再見 （合作演唱者：蔣申、秦瑜、吳瑤、陳麗）         |            |        |                                      |                                 |
| 2022年 | 9月10日  | 星月頌 （合作演唱者：蔣申、秦瑜、吳瑤、陳麗、邊麗） |            |        | 中秋單曲                             |                                 |
| 2022年 | 10月15日 | 蓝莓酱和冰淇淋                                      |            |        |                                      |                                 |
| 2022年 | 12月17日 | 点点小雨                                            |            |        |                                      |                                 |
| 2023年 | 2月16日  | 二月最後一天見面                                    |            |        |                                      |                                 |
| 2024年 | 9月20日  | 在萌芽的那個瞬間                                    |            |        | 網絡劇-千金驾到1998                  |                                 |

| 上映時間      | 劇名       | 同團參演成員               |
| 2017年7月20日 | 閃光少女   | 林津伊、蔣申、秦瑜、許詩茵 |
| 2018年8月17日 | 美少女壯士 | 林津伊、蔣申、許詩茵       |

#### 電視劇
| 播出時間                     | 播出頻道               | 劇名               | 同團參演成員                                   |
| 2018年4月3日 - 2018年5月30日 | 廣東廣播電視台少兒頻道 | 《快乐酷宝》第三季 | 陈丽、蒋申、赖美云、林津伊、秦瑜、吴瑶、许诗茵 |

#### 專屬綜藝節目
| 日期                           | 節目名稱                         | 集數 | 備註         |
| 2015年7月22日－2015月9月23日   | 偶像来了-S.I.N.G养成日志(第二季) | 10   | 第二期練習生 |
| 2017年9月9日                   | 美食大作战                       | 2    |              |
| 2017年10月23日－至今           | SING工作日志                     | 26   |              |
| 2018年9月2日－2018年11月8日    | 繁星夜谈会                       | 4    |              |
| 2018年9月6日－2018年10月18日   | SING Holiday 巴厘岛特辑          | 7    |              |
| 2018年9月11日－至今            | SING練習時                       | 10   |              |
| 2018年10月25日                 | 蒋申带你遊上海                   | 1    |              |
| 2018年12月14日－2018年12月20日 | SING Holiday 成都特辑            | 2    |              |
| 2019年1月3日－至今             | SING HOME                        | 6    |              |

#### 綜藝節目
| 播出日期       | 節目名稱               | 首播平台               | 同團參演成員                                               |
| 2015年8月24日  | 《勇者大冲关》         | 江苏卫视               | 全員                                                       |
| 2015年11月3日  | 《天翼大来宾》         | 網路節目               | 蔡莎、蔣申、林津伊                                         |
| 2015年11月4日  | 《乐人无数》           | 網路節目               | 蔡莎、蔣申、林津伊                                         |
| 2015年11月4日  | 《星动直播间》         | 網路節目               | 蔡莎、蔣申、林津伊                                         |
| 2015年11月20日 | 《56音乐下午茶》       | 網路節目               | 邊麗、賴美雲、林津伊                                       |
| 2015年11月28日 | 《星聚会》             | 網路節目               | 蔡莎、蔣申、林津伊                                         |
| 2015年11月29日 | 《星聚会》             | 網路節目               | 蔡莎、蔣申、林津伊                                         |
| 2015年11月29日 | 《全球中文音乐榜上榜》 | 中國中央電視台音樂頻道 | 邊麗、蔡莎、賴美雲、林津伊、蔣申、秦瑜                     |
| 2016年1月11日  | 《夜唱》               | 酷6網                  | 蔡莎、賴美雲、林津伊                                       |
| 2016年3月15日  | [ 32 ]                 | 粉絲網網路節目         | 賴美雲、林津伊、蔡莎、秦瑜、蔣申、吳瑤                     |
| 2016年5月21日  | 《全球中文音乐榜上榜》 | 中國中央電視台音樂頻道 | 蔡莎、賴美雲、蔣申、秦瑜                                   |
| 2016年5月26日  | 《酷狗星乐坊》         | 網路節目               | 蔡莎、賴美雲、蔣申、秦瑜                                   |
| 2016年6月2日   | 《最音樂》             | 網路節目               | 蔡莎、賴美雲、蔣申、秦瑜                                   |
| 2016年6月5日   | 《活力大冲关》         | 广东卫视               | 賴美雲、林津伊、蔣申、秦瑜、吳瑤、陳麗、許詩茵             |
| 2016年7月10日  | 《我想和你唱》         | 湖南衛視               | 賴美雲、蔣申、許詩茵                                       |
| 2016年10月10日 | 《勇者大冲关》         | 江苏卫视               | 賴美雲、林津伊、秦瑜、蔣申、許詩茵                         |
| 2016年11月27日 | 《AiBB亚洲偶像榜》     | 網路節目               | 賴美雲、林津伊、秦瑜、蔣申、吳瑤、陳麗、許詩茵             |
| 2017年1月20日  | 《欢乐一家亲》         | CCTV-4                 | 賴美雲、林津伊、秦瑜、蔣申、吳瑤、陳麗、許詩茵、边丽、蔡莎 |
| 2017年6月1日   | 《六一晚会》           | TVS5                   | 賴美雲、秦瑜、蔣申、吳瑤、陳麗、許詩茵                     |
| 2017年9月5日   | 《娱乐前线》           | 广东电视台综艺频道     | 賴美雲、林津伊、秦瑜、蔣申、吳瑤、陳麗、許詩茵             |
| 2017年10月2日  | 《花好月圆》中秋晚会   | 东方卫视               | 賴美雲、林津伊、秦瑜、蔣申、陳麗、許詩茵                   |
| 2018年4月27日  | 《黄金100秒》          | CCTV-3                 | 秦瑜、吳瑤、陳麗                                           |

## 外部連結
- 林慧的新浪微博
- 林慧的Instagram帳戶
- SING女团的新浪微博